# Robert de Courçon
Robert de Courçon (a veces Robert Curzon) (c. 1160/1170 – 1219) fue un cardenal inglés de la Iglesia católica.

## Vida
Nacido Robert of Courçon, en Francia fue llamado Robert de Courçon. Seguramente nació en algún momento entre 1160 y 1170 en la comarca de Derbyshire, Inglaterra, y posiblemente en el pueblo de Kedleston. Tras estudiar en Oxford, París y Roma, se convirtió en canciller de la Universidad de París en 1211. Fue alumno de Pedro el Cantor. El año siguiente fue nombrado cardenal de Santo Stefano Rotondo. En 1213, fue nombrado legado apostólico para predicar la cruzada, y en 1215 fue colocado al frente de una comisión para investigar los posibles errores cometidos en la recién creada Universidad de París. Participó en el Cónclave de 1216, del que salió elegido papa Honorio III.
Tomó parte activa en la campaña contra la herejía en Francia, y acompañó al ejército de la Quinta Cruzada a Egipto como legado del papa Honorius III.
Murió durante el sitio de Damieta en 1219 y está enterrado en Damieta.

## Trabajos
Es autor de varias obras, entre ellas una Summa dedicada a cuestiones de derecho canónico y ética y que se ocupa extensamente de la cuestión de la usura y un comentario a las sentencias de Pedro Lombardo.
Su interferencia en los asuntos de la Universidad de París, en medio de la confusión derivada de la introducción de las traducciones árabes de Aristóteles, dio como resultado la proscripción en 1215 de los tratados metafísicos y físicos del estagirita, junto con sus resúmenes (Summæ de eiusdem). Al mismo tiempo, su versión (Denifle, Chartul, "Univ. Paris", I, 78) renueva la condena de los panteístas David de Dinant y Amaury de Bene, pero permite el uso, como textos, de la Ética de Aristóteles y del Tratado de Lógica. La versión contiene también varias disposiciones relativas a las disciplinas académicas.